# Казимир Світальський
Казимир Станіслав Світальський (пол. Kazimierz Stanisław Świtalski; 4 березня 1886, Сянік — 28 грудня 1962, Варшава) — польський політичний діяч, прем'єр-міністр Польщі у 1929 році під час Другої Польської Республіки.

## Біографія
Казимир Світальський народився в місті Сянік 4 березня 1886. Після відставки уряду Казимира Бартеля, який не отримав вотуму довіри в парламенті, Юзеф Пілсудський доручив йому формувати новий уряд. Обіймав посаду з 14 квітня по 7 грудня 1929 року.
Помер у Варшаві 28 грудня 1962.